# Jens Bangs Stenhus
Jens Bangs Stenhus, Østerågade 9, Aalborg blev bygget i 1624 i flammede, mørkerøde munkesten for Jens Bang, som var en typisk renæssanceskikkelse og storkøbmand, og en af byens rigeste mænd. Arkitekten er ukendt. Stenhuset er et af de bedst bevarede huse fra Christian IV’s tid.
Datidens huse var ofte bindingsværker med gavlen ud mod gaden. Jens Bangs hus var af sten, det var større end datidens gennemsnitlige hus, og facaden vendte mod Østerå. Det havde to endegavle og tre kvistgavle. I 1621 købte Jens Bang grunden, hvor stenhuset senere skulle bygges. Det vakte dengang stor forundring, da den var usædvanligt stor. 
Stenhuset er en renæssancebygning, inspireret af hollandsk renæssance, der består af fem etager; stuen var boder, 1. etage bolig, 2. etage kamre og øverste etage var kornkammer. Husets hovedfacade har tre vælske gavle, ligesom hver endegavl også er vælsk. Husets facader er inddelt af vandrette sandstensbånd. Under vinduernes bueslag findes maskehoveder i bruskbarok. Den otte-kantede karnap med kuppeltag på facaden er tilføjet senere. Dele af stenhuset blev i 1917-19 restaureret af arkitekten Harald Lønborg-Jensen, som genskabte de manglende endegavles udsmykning. I 1993-94 blev gavlenes og profilbåndenes sandsten fornyet.
Da bygningen ligger på Østerågade, lå den i renæssancen på en meget central del af byen, da varerne her kunne sejles på mindre både fra de større skibe på Limfjorden, direkte til stenhuset. I 1666 blev Svaneapoteket åbnet i stueetagen, efter at Jens Bang var død i 1644. Huset blev dermed splittet i flere dele til udlejning, og Johannes Frederik Friedenreich lejede stueetagen og åbnede apoteket. Svanen symboliserer varernes fine og rene kvalitet. Ved sin død i 1690 ejede han hele huset.
I dag er stenhuset en af Aalborgs mest fotograferede seværdigheder.

## Apotekersamlingen
I dag har Svaneapotekets samling til huse på loftet i Jens Bangs Stenhus og kendes også som Apotekersamlingen. Museet fremviser de gamle medicinalvarer og udstyr og her er fyldt med urtekrukker og apparater fra pilleproduktionen f.eks. som man brugte her før i tiden. Apotekersamlingen hører under Nordjyllands Historiske Museum siden 2004.